# Boekarest
Boekarest (Roemeens: București) is de hoofdstad en het industriële en commerciële centrum van Roemenië. De stad ligt in het zuidoosten van het land, aan de rivier de Dâmbovița. In juli 2011 telde de Roemeense hoofdstad 1.677.985 inwoners. De hele metropool telde in 2018 ongeveer 2,5 miljoen inwoners.
Voor Europese begrippen is Boekarest geen oude stad: de eerste vermelding dateert uit 1459. Sindsdien ontwikkelde Boekarest zich snel. In 1659 werd ze hoofdstad van het Vorstendom Walachije en in 1862 van het verenigde Roemenië. Ze vormt de thuisplaats van de Roemeense media, cultuur en kunst. In de eclectische architectuur van de stad zijn historiserende, modernistische, communistische en postmoderne stijlen vertegenwoordigd. Tussen de Wereldoorlogen werd Boekarest "Klein Parijs" (Micul Paris) of "Parijs van het Oosten" genoemd, naar de destijds elegante uitstraling van de stad. Sindsdien is een groot deel van het historisch centrum verwoest of beschadigd, eerst in de Tweede Wereldoorlog, later door de aardbeving van 1977 en niet het minst door de politiek van systematisering onder Nicolae Ceaușescu, waarvoor hele stadsdelen moesten wijken. Elders is er tamelijk veel van het oude centrum overgebleven. Sinds de jaren 90 kent Boekarest een economische en culturele bloei.
Economisch gezien is Boekarest de meest bloeiende stad van Roemenië en is het een van de belangrijkste industriële centra en verkeersknooppunten van Oost-Europa. Als meest ontwikkelde stad in Roemenië heeft Boekarest ook een groot aantal educatieve faciliteiten.
De officiële naam van de stad is Municipiul București (Gemeente Boekarest), en zit op hetzelfde administratieve niveau als de Roemeense districten. De Gemeente Boekarest is onderverdeeld in zes sectoren.

## Etymologie
Volgens traditie bestaat er een verband tussen de stichting van Boekarest en Bucur, die óf een prins, een vogelvrijverklaarde, een visserman óf een schapenherder geweest zou moeten zijn, conform verschillende legendes. De naam Bucur (van bucurie, "vreugde") is van Thracisch-Geto-Dacische oorsprong. In het Albanees, een taal die historische connecties heeft met de Thracische talen, betekent bukur "mooi".
Boekarest heet in het Latijn Bucaresta, in het Hongaars en Duits Bukarest en in het Frans, Italiaans en Spaans wordt de stad Bucarest genoemd. Een inwoner van Boekarest wordt meestal aangeduid met de term Boekarester (Roemeens: Bucureștean).

## Geschiedenis

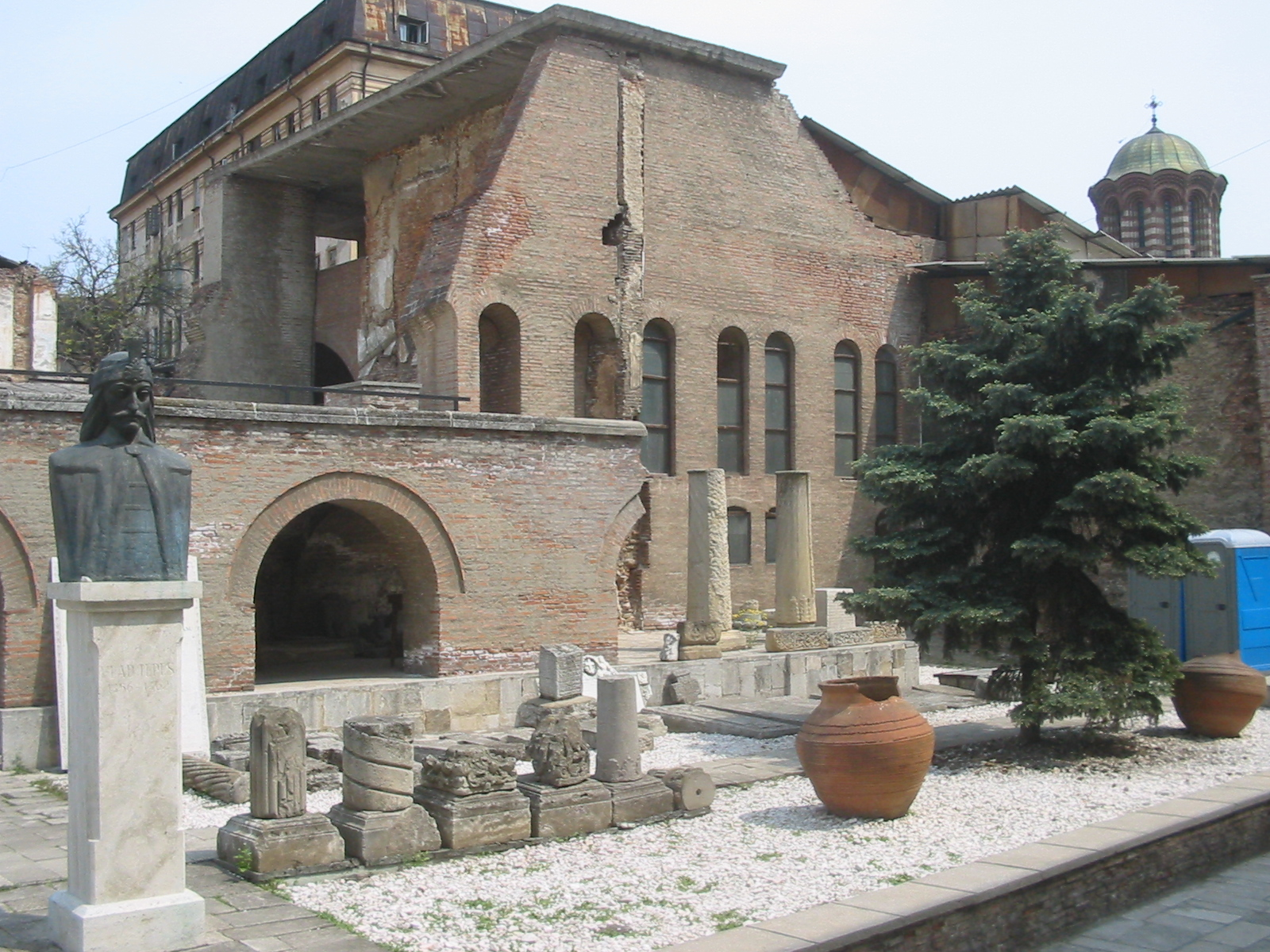
Curtea Veche, het oude prinsenhof

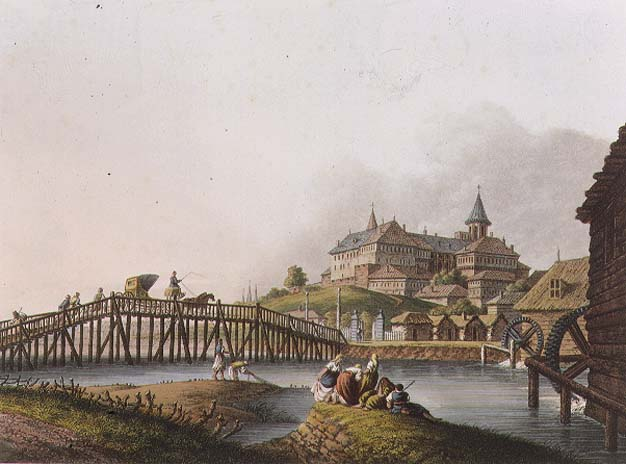
Brug in Boekarest, 1837

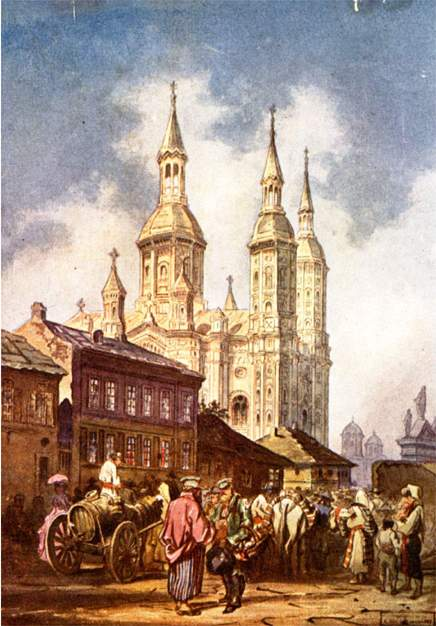
Sfântul Spiridon-basiliek, 1860

### Oudheid
Het gebied waarin het huidige Boekarest ligt was vroeger grotendeels bedekt met dichte bossen, wat waarschijnlijk de reden is dat er zich in de Oudheid geen grote stad ontwikkelde. Wel hadden de Daciërs er diverse kleine nederzettingen in de buurt liggen. Aan de hand van Romeinse juwelen en munten die er gevonden zijn, kan vastgesteld worden dat de plaatselijke bevolking handelsrelaties met de Romeinen onderhield.
Aangezien Boekarest nooit deel heeft uitgemaakt van het Romeinse Rijk, wordt aangenomen dat de plaatselijke bevolking pas na de terugtrekking van de Romeinen uit de provincie Dacia zou zijn geromaniseerd. In de eeuwen die daarop volgden hebben ook Slavische volkeren verscheidene nederzettingen gesticht in de omgeving van Boekarest, wat tegenwoordig nog te zien is aan plaatsnamen zoals Snagov, Glina en Chiajna. De Slavische bevolking werd al voor het eind van de middeleeuwen geassimileerd door de Roemenen.

### Middeleeuwen
De geschiedenis van Boekarest begint laat in de Middeleeuwen. De naam Boekarest werd voor het eerst vermeld in het jaar 1459. Boekarest zou gediend hebben als woonplaats van de Walachijse prins Vlad Țepeș. Al snel werd het de zomerresidentie van het hof. In 1476 werd de stad geplunderd door de Moldavische prins Ștefan cel Mare en in 1595 werd Boekarest platgebrand door de Turken. 
Na de wederopbouw groeide de stad echter sterk en nam de welvaart toe, waarna prins Constantin Brâncoveanu Boekarest in 1698 tot zijn hoofdstad maakte. Het centrum van het nieuwe Boekarest lag rond Ulița Mare (Grote Straat), later omgedoopt tot Lipscani, naar de stad Leipzig in Duitsland.
In februari 1859 werd zij de hoofdstad van de Verenigde Provincies van Walachije en Moldavië, sinds december 1861 Roemenië geheten.

### Moderne geschiedenis
Tijdens de 18e eeuw was Boekarest meerdere malen onderwerp van conflict tussen Rusland, Oostenrijk en het Ottomaanse Rijk. In 1812 vielen Bessarabië en een derde van Moldavië met het Verdrag van Boekarest aan Rusland toe. In 1828 werd Boekarest bezet door de Russen, die de stad een jaar later overdroegen aan de prins van Walachije. Op 23 maart 1847 verwoestte een grote brand ongeveer 2000 huizen, ongeveer een derde van de stad.
Een opstand tegen prins Bibescu in 1848 zorgde ervoor dat zowel het Turkse als het Russische leger ingrepen. De Russen bezetten de stad in 1853-1854. Toen zij vertrokken waren, rukte een Oostenrijks garnizoen op, dat standhield tot maart 1857. In 1858 werd in Boekarest het internationale congres voor de organisatie van de Donauvorstendommen gehouden. Bij de oprichting van Roemenië in 1861 werd Boekarest de hoofdstad. Alexandru Ioan Cuza, de eerste heerser van de verenigde provincies van Moldavië en Walachije, werd in 1866 tijdens een opstand afgezet.
In de tweede helft van de 19e eeuw groeide de bevolking van de stad sterk. De extravagante architectuur en het mondaine leven gaven Boekarest de bijnaam "Parijs van het oosten" of "Klein Parijs" ("Micul Paris"). Schaduwzijde was echter het enorme verschil tussen armen en rijken van de stad.

### 20e eeuw
Op 6 december 1916, de Eerste Wereldoorlog was in volle gang, werd de stad bezet door Duitse troepen en werden de hoofdstedelijke functies verplaatst naar Iași. In november 1918 werd Boekarest bevrijd en werd ze de hoofdstad van het nieuwe Verenigd Koninkrijk van Roemenië.
Boekarest leed tijdens de Tweede Wereldoorlog hevig onder Amerikaanse en Britse bombardementen. Op 8 november 1945, de koninklijke feestdag, sloegen communisten monarchistische demonstraties neer.
Onder het bewind van Nicolae Ceaușescu werd het historische deel van de stad grotendeels verwoest. Oude kerken werden vervangen door de megalomane socialistische gebouwen van het Centru Civic, waarvan het Paleis van het Volk het bekendste is. Slechts enkele historische wijken werden behouden.
In 1977 werd Boekarest getroffen door een zware aardbeving (7,4 op de schaal van Richter), die 1500 mensenlevens eiste.
In december 1989 brak in Timișoara een opstand uit, die ook Boekarest bereikte en uiteindelijk zou leiden tot de val van het communistische regime van Ceaușescu.
Sinds het jaar 2000 heeft de verbeterde economische situatie het mogelijk gemaakt Boekarest te moderniseren en zijn vele historische stadsdelen in hun oude glorie hersteld.

### Verdragen getekend in Boekarest
1. Verdrag van 28 mei 1812, einde van de Russisch-Turkse Oorlog
2. Verdrag van 3 maart 1886, einde van de Servo-Bulgaarse oorlog
3. Verdrag van 10 augustus 1913, einde van de Tweede Balkanoorlog
4. Verdrag van Boekarest, verdrag over de alliantie tussen Roemenië en de entente
5. Verdrag van 6 mei 1918, verdrag tussen Roemenië en de centrale mogendheden

## Aardrijkskunde

### Geografie

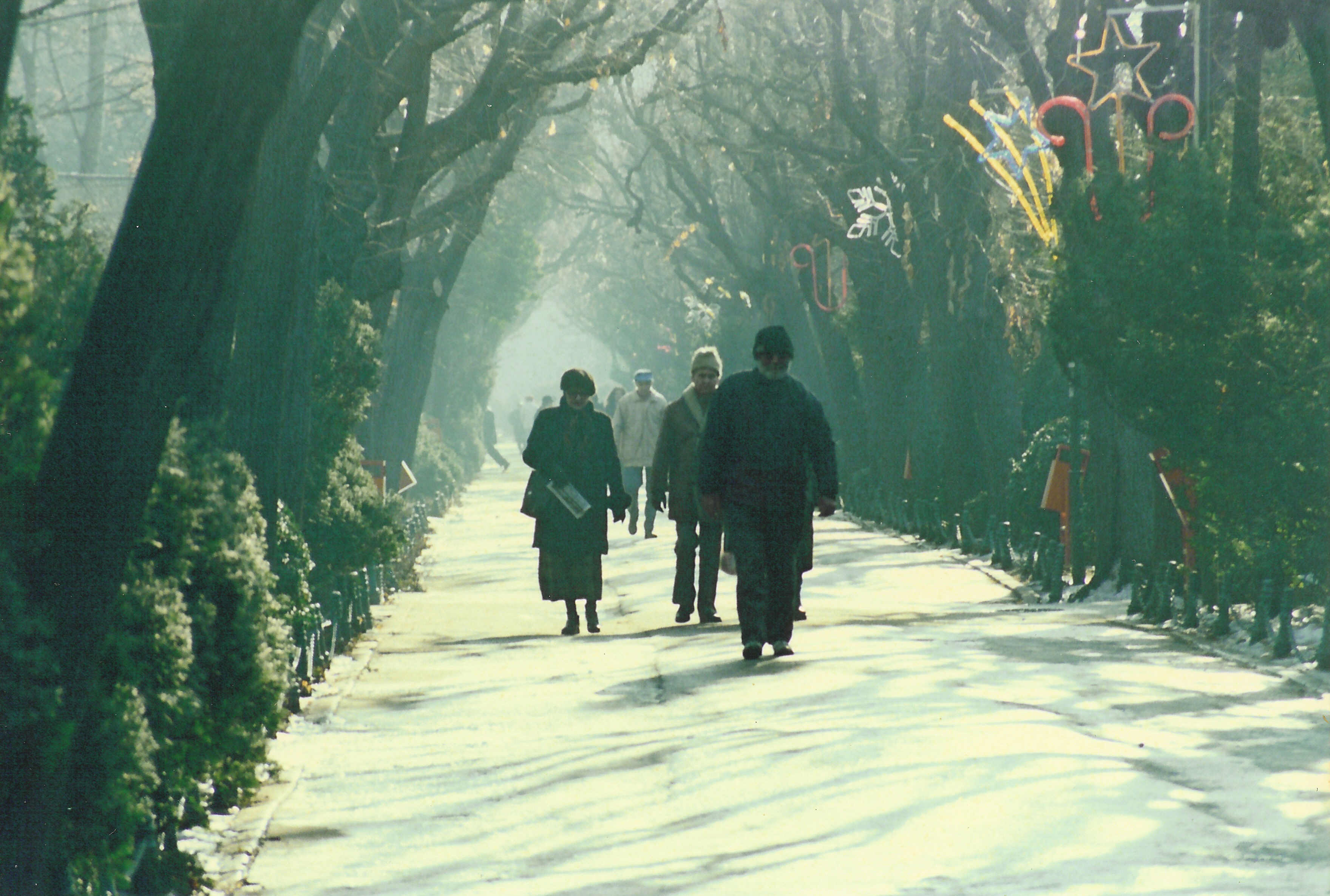
Winter in het Cişmigiupark

Boekarest ligt aan beide oevers van de Dâmbovița, een rivier die in de Argeș, een zijrivier van de Donau, stroomt. Verscheidene meren — waarvan de belangrijkste het Floreascameer, het Teimeer en het Colentinameer zijn (allemaal in het noorden) — liggen langs de stad aan een zijrivier van de Dâmbovița, genaamd de Colentinarivier. Bovendien ligt er midden in de stad een kunstmatig meer, het Cișmigiumeer. Het meer is omringd door het Cișmigiupark, dat geopend werd in 1847 na plannen van de Duitse architect Carl F.W. Meyer en vormt een belangrijke recreatieplaats van de hoofdstad. Dit park heeft een rijke geschiedenis en werd vaak bezocht door beroemde dichters en schrijvers.
Naast het Cișmigiupark, kent Boekarest nog twee grote parken of tuinen, het Koning Michaël I park (voorheen Herăstrăupark) en de Botanische tuin van Boekarest. Het Koning Michaël I park is een groter openbaar park gelegen in het noorden van Boekarest. In dit park is er onder andere een meer, het Herăstrăumeer, en een openluchtmuseum, het Muzeu Satului. De Boekarestse Botanische tuin is de grootste van Roemenië en bezit 10.000 verschillende soorten planten waaronder ook exotische.
Boekarest ligt in het zuidoosten van de Beneden-Donauvlakte (beter bekend als Roemeense vlakte of Walachijse vlakte) in een gebied waar ooit het Codrii Vlăsiei gelegen was. Waar het bos vroeger lag is er nu vruchtbaar land. Net als een aantal andere steden is Boekarest gebouwd op zeven heuvels, dus als de traditie van Rome. De zeven heuvels zijn: Mihai Vodă, Patriarchenheuvel, Radu Vodă, Cotroceni, Spirei, Văcărești en Sfântu Gheorghe Nou.
De stad heeft een oppervlakte van 226 km². Het hoogteverschil varieert van 55,8 m, bij de brug over de Dâmbovița in Cățelu in het zuidoosten van de stad tot 91,5 m bij de Militarikerk. De stad heeft een relatief ronde vorm. Het middelpunt van de stad ligt ongeveer bij Piața Universității (Universiteitsplein). Boekarests Kilometer 0 ligt aan de voorkant van de Sf. Gheorghekerk aan Piața Sfântul Gheorghe (Sfântu Gheorgheplein). De afstand van Piața Universității naar alle kanten van de stad (in een rechte lijn) varieert van 10 tot 12 km.
Eerder waren de regio's rondom Boekarest vooral in gebruik voor landbouw, maar vooral na 1989 werd er begonnen met het bouwen van buitenwijken in het district Ilfov. De Boekarest heeft gaandeweg omliggende plaatsen opgeslokt.

### Klimaat
Boekarest heeft een continentaal klimaat, waardoor het vaak warme zomers en vaak koude winters heeft. In de winter kan er veel last van wind zijn, door Boekarests ligging in de Beneden-Donauvlakte, alhoewel een deel van de windkracht gebroken wordt door de urbanisatie. 's Winters kan het vaak onder 0 °C zijn, maar het gebeurt minder vaak dat de temperatuur daalt onder de -10 °C. De gemiddelde temperatuur in de zomer ligt om de 23 °C. Vaak wordt het een stuk warmer, en zijn er periodes met 35 °C - 40 °C. Hoewel de gemiddelde neerslag en vochtigheid erg laag zijn in de zomer, komen er zeldzame, maar toch hevige onweersbuien voor, die niet lang duren. De gemiddelde temperatuur in de lente en herfst varieert tussen de 18 °C - 22 °C. De neerslag is aanzienlijker in de lente en herfst dan in de zomer, maar het regent meestal over langere, en mildere periodes.
| | Jan | Feb | Maa | Apr | Mei | Jun | Jul | Aug | Sep | Okt | Nov | Dec |
| --- | --- | --- | --- | --- | --- | --- | --- | --- | --- | --- | --- | --- |
| Gemiddelde temperatuur (°C) | –2  | 1   | 6   | 11  | 17  | 21  | 23  | 22  | 17  | 11  | 4   | –1  |
| Gemiddelde neerslag (mm) | 40  | 36  | 38  | 46  | 70  | 77  | 64  | 58  | 42  | 32  | 49  | 43  |
| Gemiddeld aantal dagen met neerslag | 6   | 6   | 6   | 7   | 6   | 6   | 7   | 6   | 5   | 5   | 6   | 6   |
| Opm.: Eén neerslagdag telt mee als er ten minste 1 mm gevallen is (regen, sneeuw, hagel, etc.) Bronnen: World Meteorological Organisation, SouthTravels |     |     |     |     |     |     |     |     |     |     |     |     |

## Demografie
| Jaar | Inwonertal            |
| ---- | --------------------- |
| 1789 | 30.030; 6.000 huizen  |
| 1831 | 60.587; 10.000 huizen |
| 1859 | 122.000               |
| 1900 | 282.000               |
| 1918 | 383.000               |
| 1930 | 639.000               |
| 1956 | 1.237.000             |
| 1966 | 1.452.000             |
| 2000 | 2.300.000             |
| 2003 | 2.082.000             |
| 2010 | 1.942.254             |

De stad had in 2002 een bevolking van 2.082.000 inwoners, of ongeveer 9% van de Roemeense populatie. Ongeveer 50.000 forensen uit de regio reizen iedere dag naar Boekarest.
De bevolking van Boekarest kende twee fasen van snelle groei. De eerste vond plaats in de late 19e eeuw en de tweede in het communistische tijdperk, toen een urbanisatiecampagne gestart werd en veel mensen van het platteland naar de stad trokken. Ook was de natuurlijke aanwas van grote invloed op de stijging van de bevolking, doordat Ceaușescu abortus en contraceptie verboden had. Sinds de val van het communisme daalt de bevolking van de stad door emigratie en geboortetekort.
Ongeveer 97% van de bevolking van Boekarest is etnisch Roemeen. De grootste minderheid zijn de Roma, met 1.4% van de bevolking. Andere grote minderheden in de stad zijn de Hongaarse minderheid (0.3%), Joden (0.1%), Turken (0,1%), Duitsers (0,1%) en Chinezen (0.1%). Ook zijn er groepen van Griekse, Armeense, Lipoveense en Italiaanse afkomst. De Grieken en Armenen speelden bijvoorbeeld een belangrijke rol in de 19e eeuw en het begin van de 20e eeuw. Een van de belangrijkste Griekse buurten was Vitan, waar ook een grote groep Joden woonde. Later waren de Grieken meer aanwezig in Văcărești en gebieden rond Piața Unirii.
In termen van geloof, is 96,1% van de Boekarestse bevolking Roemeens-orthodox, 1,2% rooms-katholiek, 0,5% moslim en 0,4% Roemeens-katholiek. Van deze gelovigen, gaat slechts 24% één of meerdere keren per week naar een plek om te bidden. Tussen 2000-2002 was de gemiddelde leeftijdsverwachting ongeveer 73,1 jaar, ongeveer 2 jaar hoger dan de gemiddelde leeftijdsverwachting van heel Roemenië.

## Politiek

### Bestuurlijke indeling

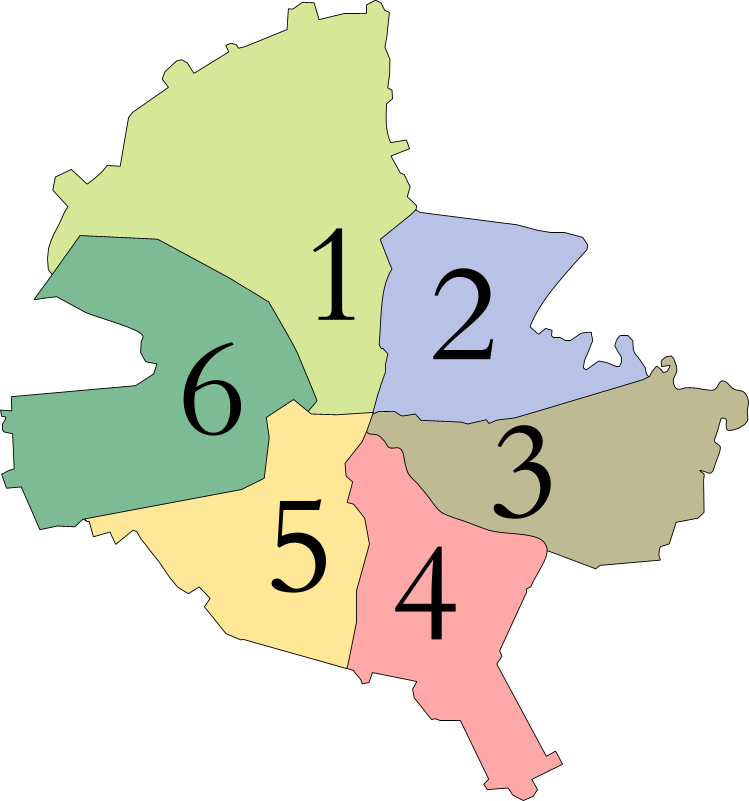
De zes sectoren van Boekarest

Boekarest is opgedeeld in 6 sectoren, waartoe steeds een aantal wijken behoort:
- Sector 1: Băneasa, Pipera, Floreasca
- Sector 2: Pantelimon, Colentina, Iancului, Tei
- Sector 3: Vitan, Dudești, Titan, Centru Civic
- Sector 4: Berceni, Olteniței, Văcărești
- Sector 5: Rahova, Ferentari, Cotroceni
- Sector 6: Giuleşti, Drumul Taberei, Militari, Crângași

### Nationale politiek
Het Paleis van het Volk, tegenwoordig het Parlementspaleis genoemd, ligt op een heuvel in Boekarest. Met een oppervlakte van 350.000 m² is het het grootste gebouw van Europa, en het op een na grootste gebouw van de wereld.
De dictator Ceaușescu liet het bouwen, voor zichzelf, maar het is hem nooit gelukt om er in te wonen. Het gebouw is 270 bij 240 meter, 86 meter hoog en 92 meter diep en heeft 12 verdiepingen en vier ondergrondse niveaus. Binnen bevinden zich 2000 zalen en kamers. Sinds 1994 zetelt het Roemeense parlement in dit gebouw en wordt het deels verhuurd voor congressen. Ook zijn er twee musea in het gebouw, het ene van het parlement zelf, en het andere voor traditionele Roemeense kostuums.

## Cultuur

### Bezienswaardigheden
- Muzeul Satului
- Parlementspaleis
- Ateneul Român
- Piața Eroilor
- Piața Universității
- Casa Presei Libere
- Arcul de Triumf
- Cișmigiu
- Herăstrău
- Station Bucuresti Nord
- Kilometrul Zero
- Hanul lui Manuc

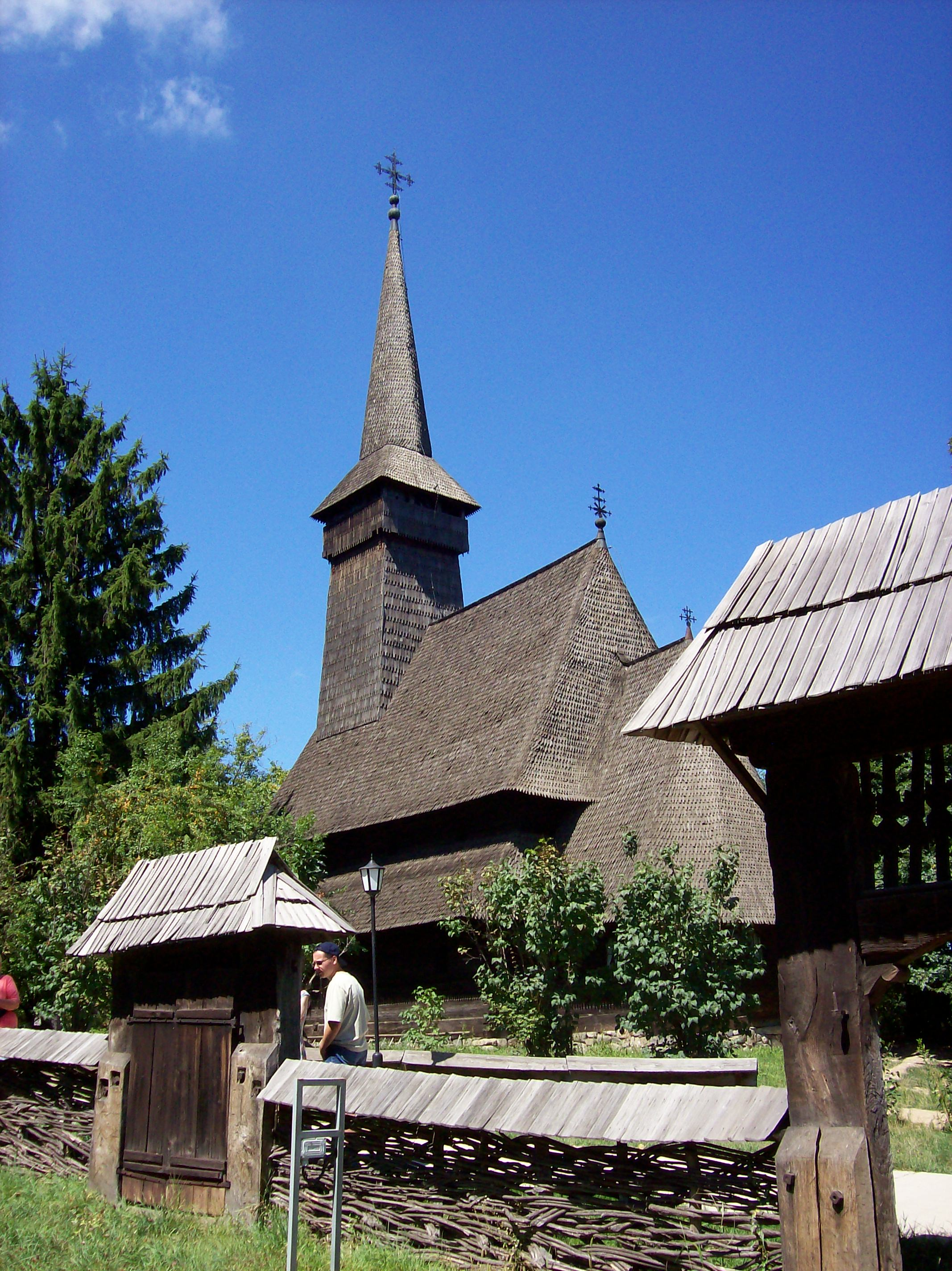
Traditionele kerk, Muzeul Satului

- Kathedraal van de Verlossing van het Roemeense Volk

### Musea
- National Art Museum Boekarest (Website)
- Boekarest Museum
- Nationaal museum van de Roemeense boer
- Muzeul Satului
- Parlementspaleis

### Winkelen
- Unirii
- Obor
- Baneasa Mall
- Afi Palace Cotroceni

## Onderwijs
- Universiteit van Boekarest
- Polytechnische Universiteit Boekarest
- Nationaal College Gheorghe Lazăr

## Vervoer

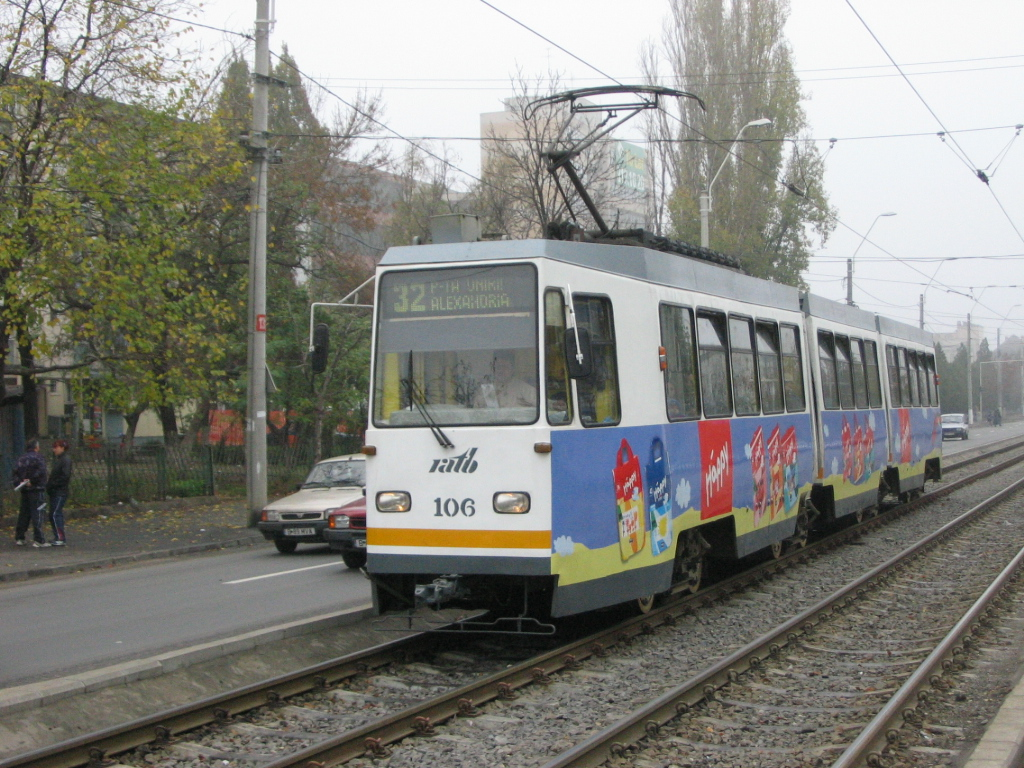
Boekarestse tram

Boekarest beschikt over twee luchthavens, Henri Coandă International Airport (voorheen Otopeni) en Aurel Vlaicu International Airport (voorheen Băneasa). Henri Coandă is de grootste luchthaven in Roemenië en de thuisbasis van de nationale luchtvaartmaatschappij Tarom. Het kleinere Aurel Vlaicu wordt gebruikt voor chartervluchten en low-budgetmaatschappijen.
Het uitgebreide openbaarvervoernetwerk van Boekarest is het grootste van Roemenië en het derde van Europa. Het wordt gevormd door tram-, stadsbus- en trolleybuslijnen en een metronet. De metro van Boekarest wordt geëxploiteerd door het bedrijf Metrorex, terwijl het bovengrondse vervoer door STB (Societatea de Transport București) uitgevoerd wordt. Daarnaast zijn er diverse privaat geëxploiteerde minibusjes actief.
Boekarest is het belangrijkste knooppunt van het Roemeense spoorwegnet, dat door Căile Ferate Române (CFR) bereden wordt. Het hoofdstation van de stad is Gara de Nord (Noordstation), dat verbindingen heeft met zowel met alle grote Roemeense steden als diverse buitenlandse bestemmingen als Boedapest, Sofia, Wenen en Praag. De stad kent nog vijf andere spoorwegstations, die in de toekomst deel zullen uitmaken van een S-Bahn-achtig forenzennetwerk dat de stad en het omliggende district Ilfov zal bedienen.
Boekarest is ook de spin in het web van het Roemeense wegennet. Veel hoofdwegen van het land spreiden zich vanuit Boekarest uit naar alle grote Roemeense steden en vormen ook internationale verbindingen met Hongarije, Bulgarije, Moldavië en Oekraïne. De snelwegen A1 en A2, beginnen beiden in Boekarest.
De kern van het stedelijke wegennet wordt gevormd een aantal zeer brede boulevards (vergelijkbaar met Parijs) , die het stadscentrum radiaal met de buitenwijken verbinden. De belangrijkste ringweg is momenteel de DNCB, in het Roemeens "Centura București" genoemd. Deze ringweg is echter bij lange na geen volledige ringweg en voldoet aan geen enkel criterium van een snelweg. Zo is er op veel delen van de weg maar één rijbaan, zijn er veel gelijkvloerse kruisingen en ook is het wegdek op veel plekken van slechte kwaliteit.
Boekarest is de meest filegevoelige stad van de Europese Unie en volgens de file-index van TomTom is het wat dit betreft achtste van de wereld. Door het ontbreken van een goede ringweg moet veel verkeer dwars door de stad heen. Vooral tijdens de spits, wanneer een combinatie van binnenstedelijk en interstedelijk vervoer over de belangrijkste verkeersassen moet, staat de stad muurvast.
Wel wordt er gewerkt aan een volwaardige snelweg die moet gaan functioneren als vervanger van de centură en ook zal het metronetwerk worden uitgebreid. Zo wordt de lijn M5 verlengd van Eroilor via het Universiteitsplein naar de oostelijk gelegen wijk Pantelimon. Naar schatting is deze volledig klaar in 2032. Vanaf Gară de Nord zal een metrolijn komen naar luchthaven Otopeni, die op zijn vroegst klaar is in 2025. Wanneer deze uitbreidingen zijn afgerond, zal Boekarest met 101,4 kilometer aan spoor het op acht na grootste metronetwerk van Europa hebben.
Hoewel de stad aan de oever van een rivier (de Dâmbovița) ligt, is Boekarest nooit een havenstad geweest. Deze functie wordt vervuld door de steden Constanța, Galați en Brăila, de belangrijkste havens van het land. Het 73 kilometer lange Donau-Boekarestkanaal, dat Boekarest met de Donau moest verbinden, werd voor ongeveer 70% al aangelegd. Via de Donau zou dan de Roemeense hoofdstad verbonden zijn met de Zwarte Zee. Voorstanders verwachtten dat het vervoer over water via Boekarest dankzij het kanaal sterk zou toenemen. In 2020 was een afwerking (nog) niet gepland.

## Sport
De Arena Națională is het nationale voetbalstadion van Roemenië en bevindt zich in Boekarest. Boekarest fungeerde in juni 2021 als speelstad bij het EK voetbal van 2020. De wedstrijden werden in de Arena Națională gespeeld. Het stadion fungeert ook als thuisbasis van FCSB. FCSB, de betwiste opvolger van Steaua Boekarest, is de succesvolste voetbalclub van Roemenië en won in 1986 als enige Roemeense club en als eerste club uit het voormalig Oostblok de Europacup 1.
Veelvoudig landskampioen Dinamo Boekarest is een voormalig succesvolle voetbalclub en speelde zijn wedstrijden in het Dinamostadion, dat in onbruik is geraakt. Er zijn plannen voor een nieuw stadion. De club hield tot 2021 de reputatie hoog de enige club te zijn die nooit was gedegradeerd. Na een jaar afwezigheid keerde de club terug op het hoogste niveau.
Rapid Boekarest is drievoudig landskampioen en speelt, na een eerder faillissement, sinds het seizoen 2021/22 weer op het hoogste niveau. 

## Zustersteden
De zustersteden van Boekarest zijn:
- Athene, Griekenland (sinds 1993)
- Atlanta, Verenigde Staten (sinds 1994)
- Amman, Jordanië (sinds 1999)
- Ankara, Turkije
- Peking, China (sinds 2005)
- Chisinau, Moldavië